# Matthew Lamb (1er baronnet)
Matthew Lamb, 1er baronnet (1705-6 novembre 1768) est un avocat et homme politique britannique. Il est le grand-père du Premier ministre William Lamb, 2e vicomte de Melbourne.

## Biographie

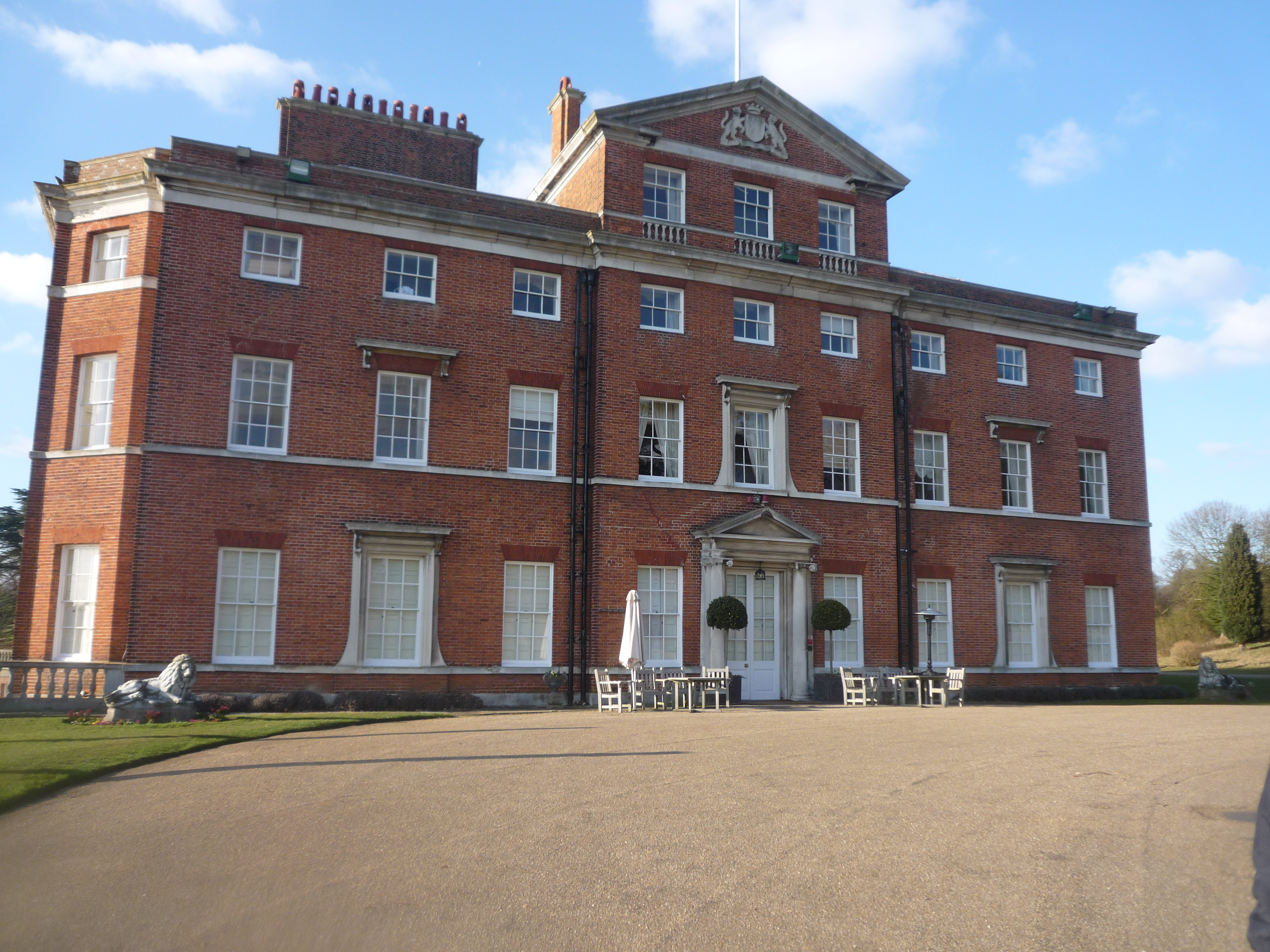
Brocket Hall

Il est le fils de Matthew Lamb, de Southwell, Nottinghamshire, neveu de Peniston Lamb et le frère de Robert Lamb, évêque de Peterborough. Il siège comme député de Stockbridge entre 1741 et 1747 et de Peterborough entre 1747 et 1768. En 1755, il est créé baronnet de Brocket Hall dans le Hertfordshire.
Il épouse Charlotte, fille et héritière de Thomas Coke. Il meurt en novembre 1768 et son fils Peniston, qui est élevé au rang de vicomte Melbourne en 1770, lui succède comme baronnet. Sa fille Charlotte épouse Henry Belasyse.